# La Ville d'hiver

La Ville d'hiver est un roman français de Dominique Bona publié le 4 mai 2005.

## Résumé
Sarah, blessée par la vie, passe ses vacances dans la villa Teresa prêtée par une amie dans la Ville d'hiver sur les hauteurs d'Arcachon : ville créée au XIXe siècle pour les tuberculeux par Pereire, président de la Compagnie du Midi. Curieuse de l'histoire de cette ville, elle rencontre Bernard, collectionneur de la documentation à son sujet. Elle découvre la vie du poète D'Annunzio attachée à la ville et dont Teresa a été l'une des nombreuses maîtresses vers 1910. Sarah s'éprend d'André, chercheur russe, ami de Bernard. Bernard lui donne des informations sur Teresa : princesse tuberculeuse devenue amoureuse de Horus, égyptien, en 1880, qui lui construisit la villa. Teresa s'est suicidée à 32 ans. André part à Paris et Sarah part aussi, son séjour lui ayant adouci son passé.